# 已讀不回 (電視劇)
《已讀不回》（英語：Bluetick），是香港電視娛樂及新加坡新傳媒私人有限公司首次合作拍攝製作的電視劇，於2018年9月24日至10月19日逢星期一至五23:30於ViuTV播出。由陳泂江、黃又南、岑樂怡、羅家英、廖啟智、陳俞希、陳子豐、強尼、黃心美、沈琳宸、雅慧、徐鳴杰主演，監製梁崇勳、鄔毓琳。

## 故事大綱
十個互不相識的人出席葬禮，其間女主角發訊息給死者，竟然見到閱讀訊息後的「雙藍剔」(訊息已讀)，觀眾初以為是鬼故事，原來不是。男女主角追查真相，觀眾以為是清新的愛情加點懸疑，卻發現有出席者死於非命，主角也身陷險境，竟是驚險的尋兇查案。到兇手落網，以為事件結束，觀眾才發現真正的佈局與危機才剛展現，死者、男女主角的身份，竟然也另有內情?!短短20集劇情卻幾次反轉，局中有局，叫觀眾拍案叫絕。

## 角色列表

### 主要角色
| 演員                    | 角色   | 簡介 | 出場集數                                                        |
| 黃又南                  | 陳方行 | 死者，被何楚恩及胡德英所殺 孤兒、花花公子 何楚恩、畢念夏、李凱欣之男友 智力、社交能力都奇高的神秘人 透過玄學預知自己會死，預先安排了只有十人出席葬禮，令自己最愛的畢念夏在葬禮上認識自己好友莫思冬                                                                      | 第1集起                                                         |
| 陳泂江 （配音：張國洪） | 莫思冬 | 葬禮出席者 畢念夏之好友，後為男友 孤兒、咖啡店店員 寄養家庭長大，沒有特別的嗜好或性格沒有太多朋友，對自己的人生也沒有什麼目標 擁有超強的觀察、分析等偵探能力，只是一直未想過要運用 由陳方行在假死之後將自己記憶清除後再易容而產生 被植入與黎國權相似的記憶              | 第1集起                                                         |
| 岑樂怡                  | 畢念夏 | 葬禮出席者 陳方行之女友，後為莫思冬之女友 社工系學生 表面看似天真單純，為愛情不顧一切 曾犯事而入女童院，因陳方行而重回正道 | 第1集起                                                         |
| 廖啟智                  | 宋皓然 | Mr M 葬禮出席者 陳方行的玄學師父 組織主腦，利用及要脅陳方行 擁有一定的觀察力和分析力 畢念夏認為他是事件中最可疑的人 為陳方行製造假死及清除記憶易容的人 | 第1集、 第4至20集                                               |
| 羅家英                  | 黎牧師 | 葬禮主持 受陳方行委托根據其遺囑舉行葬禮 | 第1集、第7集、 第13至16集、 第20集                              |
| 雅 慧 （配音：朱妙蘭）  | 張宣慈 | 咖啡師 黎國權之女友 | 第1至3集、 第7集、 第10至15集、 第17至20集                      |
| 陳子豐                  | 黎國權 | 孤兒、探險家 張宣慈之男友 陳方行之舊同學 | 第1集、 第7集(聲音)、 第13至15集、 第17至20集                   |
| 黃心美                  | 何楚恩 | 葬禮出席者 陳方行之前女友 胡德英之女友，後反目 保險公司理賠部主管 與胡德英殺陳方行以詐騙保險 為人犀利、自私、冷漠，事業心重、急功好利 被陳方行的神秘感及博學風趣所吸引，但發現陳方行不肯對自己打開內心，而且到處留情，頓心灰意冷 於第14集因謀殺陳方行而被新加坡警方拘捕 | 第1集、第3集、 第5集、 第10至11集、 第13至14集、 第16集、第20集 |
| 強 尼                   | 胡德英 | 葬禮出席者 與何楚恩殺陳方行以詐騙保險 宋皓然的殺手 何楚恩之女友，後反目 表面溫文怕事，真實性格狂妄自負，且有暴力傾向 於第14集被宋皓然推下山坡跌出馬路被車撞死 | 第1集、 第4至5集 第10至14集、 第16集                            |
| （配音：袁德基）        | 周稻文 | 葬禮出席者 行文設計公司之合夥人及設計師 陳方行之大學同學及合作夥伴 | 第1至3集、 第5集、 第12至14集、 第16集、第20集                  |
| 沈琳宸 （配音：程文意） | 彭喜愉 | 葬禮出席者 新加坡國家博物院策展員 新加坡武裝部隊志願軍團的志願兵 | 第1集、第3集、 第5集、第11集、 第13至14集、 第20集              |
| 陳俞希                  | 李凱欣 | 葬禮出席者 陳方行名義上的女友，自稱其妻，受其供養 與陳方行只是性伴關係，沒有心靈交流 打扮性感，享樂主義的人，享受被男性吹捧包圍 對人生沒有其他長遠的目標或想法，只想及時行樂 於第9集因企圖謀殺莫思冬及畢念夏而被判囚25年                                                | 第1集、 第4至5集、 第8至9集、 第16集、第20集                    |
| 黃奕晨                  | 葉諾謙 | 葬禮出席者 會計、保險經紀 於第5集被胡德英虐殺 | 第1集、 第4至6集、 第14集、第16集                               |

### 其他角色
| 演員   | 角色         | 簡介 | 出場集數                          |
| 李科倫 | 電訊公司職員 |      | 第2集、第17集                     |
| 蕭靖親 | 年輕馬太     |      | 第2集                             |
| 阮瑞峰 | 鄭 修        |      | 第9至10集、 第11集(聲音)、 第19集 |
| 陳南鬆 | 齊老師       |      | 第15集                            |
| 胡逸香 | 馬太         |      | 第15集                            |
| 紀麗晶 | 馬 玲        |      | 第15集                            |
| 顏子紳 | 馬 杰        |      | 第15集                            |
| 鄧宇澄 | 許 志        |      | 待查                              |
| 梅 暉  | 李 暉        |      | 待查                              |

## 每集列表
| 集數 | 標題       | ViuTV首播日期  | 備註   |
| ---- | ---------- | -------------- | ------ |
| 01   | 奇怪的葬禮 | 2018年9月24日  |        |
| 02   | 思冬與念夏 | 2018年9月25日  |        |
| 03   | 死者的訊息 | 2018年9月26日  |        |
| 04   | 疑凶       | 2018年9月27日  |        |
| 05   | 詭異風水店 | 2018年9月28日  |        |
| 06   | 最古怪的人 | 2018年10月1日  |        |
| 07   | 真相在眼前 | 2018年10月2日  |        |
| 08   | 方行的妻子 | 2018年10月3日  |        |
| 09   | 約會       | 2018年10月4日  |        |
| 10   | 槍擊       | 2018年10月5日  |        |
| 11   | 神祕鑰匙   | 2018年10月8日  |        |
| 12   | 定情       | 2018年10月9日  |        |
| 13   | 追思會     | 2018年10月10日 |        |
| 14   | 相同記憶   | 2018年10月11日 |        |
| 15   | 尋找自己   | 2018年10月12日 |        |
| 16   | 我是陳方行 | 2018年10月15日 |        |
| 17   | 重遇念夏   | 2018年10月16日 |        |
| 18   | 只是莫思冬 | 2018年10月17日 |        |
| 19   | 消除記憶   | 2018年10月18日 |        |
| 20   | 都回來了   | 2018年10月19日 | 大結局 |

## 配樂

### 原創主題曲
| 歌名         | 歌手   | 作曲   | 作詞   | 編曲   | 歌曲監製 | 製作   | 錄音版權   |
| ------------ | ------ | ------ | ------ | ------ | -------- | ------ | ---------- |
| 《將愛延續》 | 陳泂江 | 張安文 | 陳泂江 | 洛貝騰 | 不適用   | 張安文 | Hark Music |
| 《延續》     | 黃又南 | 張安文 | 梁晞雯 | 洛貝騰 | 謝國雄   | 不適用 | 不適用     |

## 製作團隊
| - 出品人：Anil Nihalani、魯庭暉 - 發行人：黃艷儀、馮卓穎 - 導演：羅俊偉 - 副導演：黃欣妮（新加坡） - 執行導演：阮瑞峰（香港）、吳肇麟（香港） - 監製：鄔毓琳（新加坡）、梁崇勳（香港） - 原著：孤泣 - 編審：陳耀（新加坡）、翁昕歆（香港） - 編劇：張瀞予（新加坡）、朱文菁（香港） - 統籌：郭慧綺（新加坡）、梁咏珊（香港） - 製片主任：鄧宇澄（香港） - 執行製片：梅暉（香港） - A組攝影：李天衛（香港） - B組攝影：梁國威（香港） - 攝影指導：李興順（新加坡） - 攝影：卓明德（新加坡） - 攝影助理：梁康雄（新加坡）、伍偉仁（新加坡） - 燈光：莊凱順（新加坡）、洪偉滿（新加坡）、陳宇文（香港） - 燈光助理：陳智敏（新加坡） - 收音：張耀雄（新加坡）、梁世景（新加坡） - 音樂：伍惠年（香港） - 混音：劉繼廉（香港） - 錄音：蘇志堅（香港） | - 動作指導：孔祥德（新加坡） - 佈景設計：何福春（新加坡） - 美術指導：劉組耀（香港）、寧文祥（香港） - 煙火特技爆破組：陳彥堂（香港）、蔣榮發（香港） - 飛車指導：吳海堂（香港） - 武術指導：梁博恩（香港） - 造型指導：陳玉儀（香港） - 服裝：林宥禎（新加坡） - 化妝及髮型：陳有玲（新加坡）、王及喜（新加坡） - 道具：蔡煜煌（新加坡）、胡健萍（新加坡） - 資料搜集：陳宇珣（新加坡） - 外景聯絡：丁玉蘭（新加坡） - 製作聯絡：黃詩玉（新加坡） - 選角助理：陳靖霞（新加坡） - 製作助理：程德敏（新加坡） - 剪接：朱愛樺（香港） - 電腦特效：Rasa Ltd. - 視頻：九紫文化影視傳媒有限公司 |

## 評價
- 直至2022年2月上旬，此劇在豆瓣網的評分為5.6分，共有483人評價。[12]

## 外部連結
- ViuTV《已讀不回》官方節目重溫 （页面存档备份，存于）
- YouTube上的《已讀不回》主題曲 -《延續》MV
- 豆瓣电影上《已讀不回》的資料 （简体中文）

## 作品的變遷
| 香港 ViuTV 星期一至五 23:30－00:00                  | 香港 ViuTV 星期一至五 23:30－00:00               | 香港 ViuTV 星期一至五 23:30－00:00            |
| --------------------------------------------------- | ------------------------------------------------ | --------------------------------------------- |
|                                                     | 已讀不回 （2018年9月24日－2018年10月19日）       |                                               |
| 身後事務所 （2018年8月13日－2018年9月21日）         | 迷失假期 （2018年10月22日－2018年11月16日）      |                                               |
| 香港 ViuTV 星期二至六（星期一至五深夜）01:00－01:30 |                                                  |                                               |
| 假若愛有期限（重播） （2023年5月5日－2023年6月1日） | 已讀不回（重播） （2023年6月2日－2023年6月29日） | 詭探（重播） （2023年6月30日－2023年8月10日） |

| 马来西亚 Astro AEC、Astro AEC HD 星期一至五 20:30－21:30（两集连播） | 马来西亚 Astro AEC、Astro AEC HD 星期一至五 20:30－21:30（两集连播）                                                                                                 | 马来西亚 Astro AEC、Astro AEC HD 星期一至五 20:30－21:30（两集连播） |
| -------------------------------------------------------------------- | --- | --- |
|                                                                      | 已讀不回 （2018年11月26日－2018年12月7日） | |
| 你也可以是天使3 （2018年10月29日－2018年11月23日）                   | 维多利亚的魔力 （2018年12月10日—2018年12月19日） （两集连播）流氓经纪 （第1-4集） 2018年12月20日—2018年12月21日） (两集连播)心点心 （2018年12月24日－2019年1月25日） | |
| 星期一至五 15:00－15:30 7月29日 18:30 - 19:00                        | | |
| 流氓经纪2（重播） （2020年7月7日－2020年7月20日）                    | 已讀不回（重播） （2020年7月21日－2020年8月17日） | 下个路口遇见你（重播） （2020年8月18日—2020年9月3日）料理人生（重播） （2020年9月4日—2020年9月22日）神奇之吻（重播） （2020年9月23日—2020年10月16日）权听你说（重播） （非戏剧节目） （2020年10月19日—2020年10月30日）味之道 （2020年11月—2021年5月） |

| 新加坡 新传媒U频道 星期一 21:00－22:00 · 2月4日 暂停播映                                                                    | 新加坡 新传媒U频道 星期一 21:00－22:00 · 2月4日 暂停播映 | 新加坡 新传媒U频道 星期一 21:00－22:00 · 2月4日 暂停播映 |
| --- | -------------------------------------------------------- | -------------------------------------------------------- |
| | 已讀不回 （2018年12月3日－2019年2月11日） PG             |                                                          |
| 美食世家 （21:00－21:30） （2018年11月12日－2018年11月26日）我的打拼日記 （21:30－22:00） （2018年9月10日－2018年11月26日） | 料理人生 （21:00－21:30）下個路口遇見你 （21:30－22:00） |                                                          |

1. ↑  该戏剧一共8集，已于2020年6月25日 15:00播出
2. ↑  7月29日首相直播有关经济